# Buffalo Springfield Again
Buffalo Springfield Again är folkrockgruppen Buffalo Springfields andra studioalbum, utgivet 1967. "Mr Soul" var hitsingeln på albumet.
Det ikoniska skivomslaget designades av Eve Babitz som senare blev känd som författare.

## Låtlista
1. "Mr. Soul" (Neil Young) - 2:35
2. "A Child's Claim to Fame" (Richie Furay) - 2:09
3. "Everydays" (Stephen Stills) - 2:38
4. "Expecting to Fly" (Neil Young) - 3:39
5. "Bluebird" (Stephen Stills) - 4:28
6. "Hung Upside Down" (Stephen Stills) - 3:24
7. "Sad Memory" (Richie Furay) - 3:00
8. "Good Time Boy" (Richie Furay) - 2:11
9. "Rock & Roll Woman" (Stephen Stills) - 2:44
10. "Broken Arrow" (Neil Young) - 6:13

## Medverkande
Buffalo Springfield
- Stephen Stills - orgel, gitarr, piano, keyboards, sång
- Neil Young - gitarr, munspel, sång
- Richie Furay - gitarr, sång
- Dewey Martin - trummor, sång
- Bruce Palmer - bas

Övriga
- James Burton - dobro, gitarr
- Charlie Chin - banjo
- David Crosby - sång
- Jim Fielder - bas
- Jack Nitzsche - keyboards, elpiano
- Don Randi - piano
- Bobby West - bas
- Norris Badeaux - barytonsaxofon på "Good Time Boy"